# Manuel Bartual Paredes
Manuel Bartual (València, 1979) és un autor de còmic i dissenyador gràfic valencià.
En el camp de la historieta és el responsable de títols com Morón el Pollastre o Álex, realitzats en companyia de Manuel Castaño i publicades pel col·lectiu editorial 7 Monos, del que és membre fundador. Des de novembre de 2000 realitza junt amb Manuel Castaño la sèrie de tires còmiques Con amigos como estos, que va començar a publicar-se entre les pàgines del suplement per a universitaris Univers del diari Las Provincias. Després del tancament del suplement en 2002, la sèrie, protagonitzada per tres xicons de vint anys (Álex, artista caradura i ligón de professió; Fernando, curtmetratgista amateur que canvia de treball tan sovint com de roba interior; i Miguel, l'etern verge, internauta empedreït i víctima habitual de les bromes dels altres dos) va passar a publicar-se en portals d'internet com La Guia del Còmic o Tebeos.biz, sent la revista d'historietes El Manglar qui actualment acull els nous lliuraments de la sèrie.
Ha col·laborat també amb Lorenzo Gómez en la sèrie Reflexiones de un oficinista, publicada per lliuraments a la revista TOS. Des de novembre de 2007 comença ¡Escucha esto!, weblog d'humor amb la música com a tema per a MTV España. Però la seua obra més famosa neix en maig de 2007, quan comença a publicar la sèrie Sexorama en el setmanari d'humor El Jueves. Des d'abril de 2010 la sèrie és publicada a la revista francesa Fluide Glamour, publicació germana de la revista satírica Fluide Glacial.
Com a dissenyador treballa habitualment per al Grup Editorial Santillana, El País, Edicions Sinsentido, Dibbuks i, principalment, Astiberri Ediciones. És el responsable de la imatge de capçaleres com Trama, 'Buen provecho, Noroeste o El Manglar, així com de la maquetació de 9º ARTE (fanzine de crítica de la historieta publicat per 7 Monos i que va codirigir al llarg dels seus vuit números junt amb Sergio Córdoba) i dels últims números de la revista U. Des de març de 2003 dissenya i dirigeix la publicació en línia de cultura visual Nomagazine.

## Àlbums d'historieta
- Sexorama: El manual sexual de Manuel Bartual. El Jueves, 2009.
- ¡Escucha esto! Astiberri, 2009.

## Còmics autoeditats
- Hermanas (junt amb Nacho Sanmartín). 7 Monos, 1999.
- Morón el Pollastre (junt amb Manuel Castaño). 7 Monos, 1999.
- Álex (junt amb Manuel Castaño). 7 monos 2001.
- Con amigos como estos (junt amb Manuel Castaño). 7 Monos, 2002.